# Hippodrome de Boitsfort

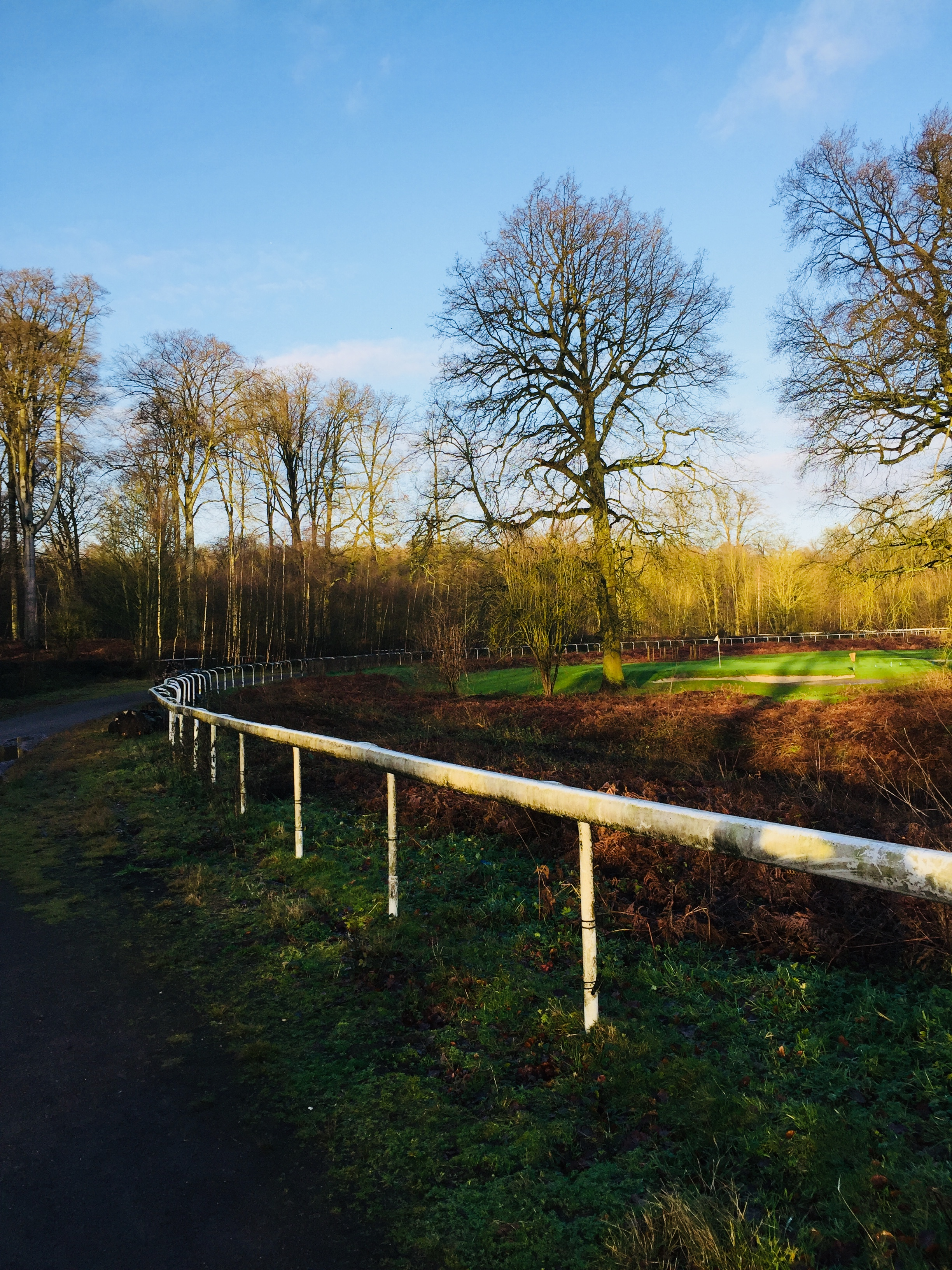
La lice de l'ancien hippodrome sur la petite piste et à droite et au centre, le golf.

L'hippodrome de Boitsfort, aménagé à partir de 1875 par la Société d'Encouragement des races de chevaux et le développement des courses en Belgique, était auparavant le seul hippodrome belge installé dans l'agglomération bruxelloise. Il est fréquenté depuis 1987 par des joggeurs et des joueurs de golf comme l'est aussi l'hippodrome de Sterrebeek depuis 2006. Des trois principaux hippodromes belges à l'abandon, à savoir; Boitsfort,  Groenendael et Sterrebeek, c'est celui qui garde le plus son caractère originel.  
Malgré son nom, il n'est pas situé à Boitsfort mais à Uccle.  
À la suite de rénovations majeures entre 2014 et 2016, le site s'appelle désormais Drohme et est ouvert au public pour différents événements et spectacles. Depuis septembre 2018 une nouvelle  brasserie occupe le bâtiment classé dit Le Pesage où autrefois les jockeys étaient pesés et lestés.

## Courses
Il y avait des courses de plat et d'obstacles. Sa taille réduite permettait aux spectateurs de suivre facilement le déroulement de la course mais cette caractéristique en faisait un parcours qui ne convenait pas à tous les chevaux. En effet, la course, qui se déroulait à main droite (dans le sens des aiguilles d'une montre), avait des courbes particulièrement prononcées.
« Du temps de ses grands jours, on y disputait le très couru Grand Prix de Bruxelles. »

## La Pelouse
Certains spectateurs choisissaient de suivre les courses au centre même de l'action. Cet endroit se nommait "La Pelouse" (voir photo). Il est à présent occupé par le club-house du Brussels Droh!me Golf Club. Cette particularité remarquable était propre à l'hippodrome de Boitsfort. En fait il s'agissait surtout d'assister aux courses pour un tarif d'entrée réduit. Les amateurs qui optaient pour ce choix ne pouvaient donc pas profiter de toute l'infrastructure offerte par l'hippodrome.

## Quelques dates
- 1875 : création de l'hippodrome de Boitsfort.
- 1888 : un autre champ de courses est aménagé dans la forêt de Soignes, à Groenendael. D'autres suivront, à Forest, Dilbeek, Stockel et Sterrebeek.
- 1982 : une convention de location est signée entre le propriétaire des lieux (l’État belge) et la Société royale d'encouragement qui y établit ses bureaux.
- 1987 : les dernières courses se disputent à Boitsfort.

## Rénovation du site
Les bâtiments principales ont été rénovés  entre 2014 et 2016, et sont désormais ouverts au public pour différents événements. Le site s'appelle maintenant Drohme.

## Galerie

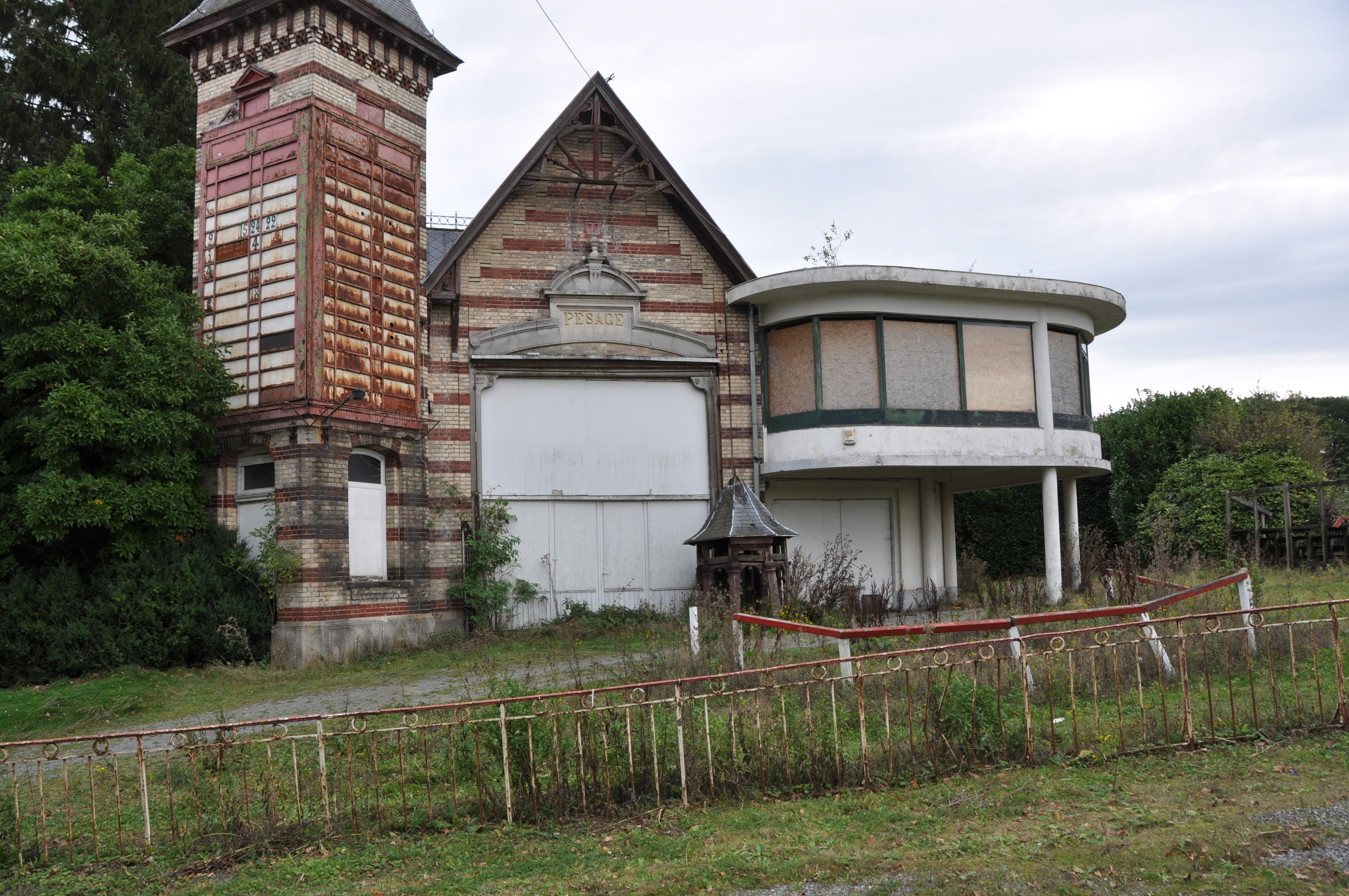
Le pesage qui est l'enceinte où se trouvent les balances et où s’effectue le contrôle de poids des jockeys. À droite, le rond de présentation avec sa lice rouge ou l'on faisait la photo du cheval gagnant avec son propriétaire.
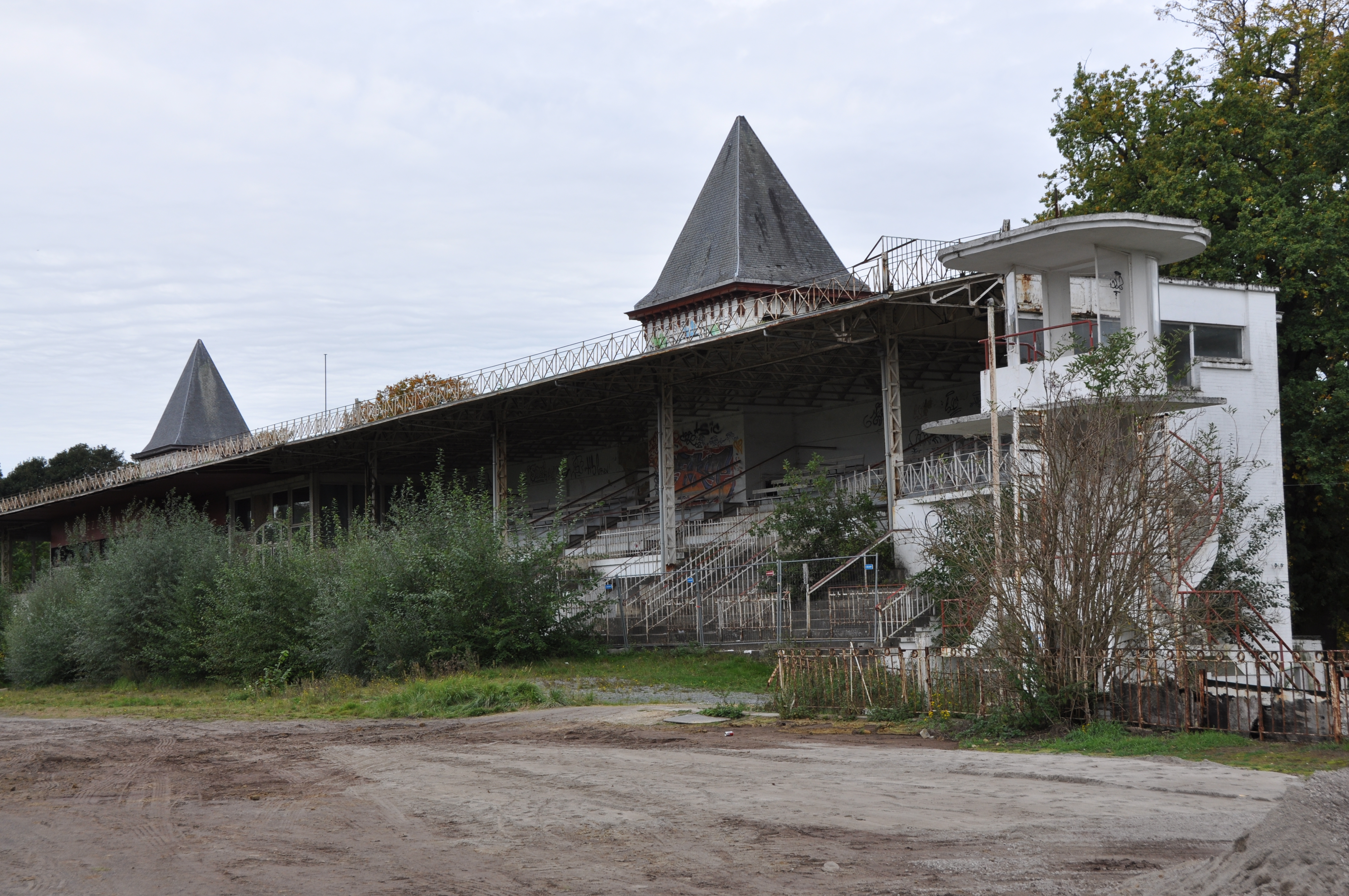
La tribune principale (avant la rénovation) et, à droite, la tour des officiels.
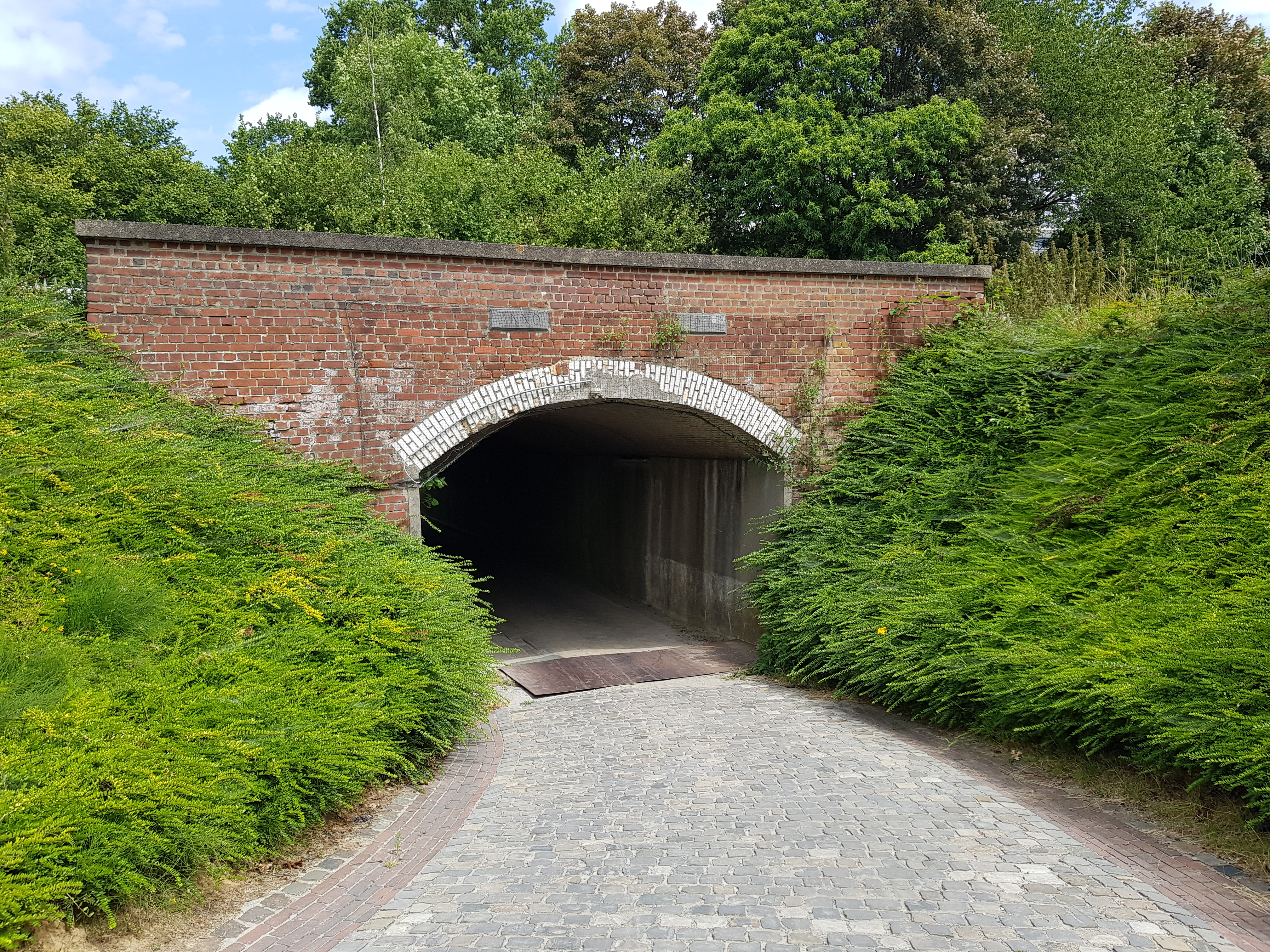
Le tunnel qui donnait accès à la Pelouse centrale passait directement sous la piste.
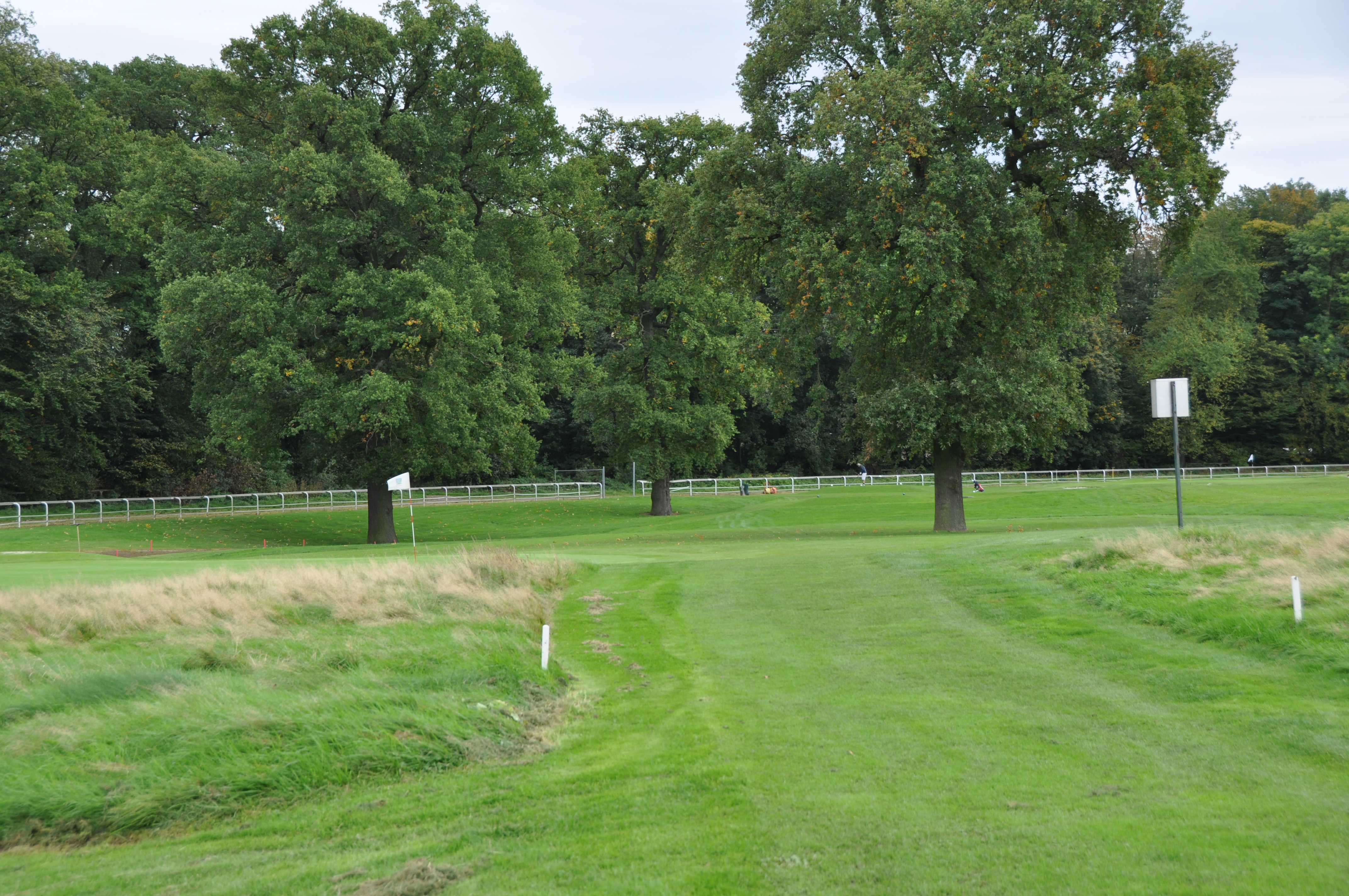
Le golf de 9 trous et, dans le fond, la lice blanche toujours existante à cet endroit.